# Ото Шмит
Ото Јуљевич Шмит (рус. Отто Юльевич Шмидт; Могиљов, 30. септембар 1891 − Москва, 7. септембар 1956) био је истакнути руски и совјетски математичар, геофизичар, географ и астроном, члан Академије наука Совјетског Савеза (од 1935), носилац троструког Ордена Лењина и Херој Совјетског Савеза (1937). Учестовао је у бројним научно-истраживачким експедицијама по Памиру и руском северу.
Оснивач је катедре за алгебру на Математичком факултету Московског државног универзитета на чијем челу се налазио неколико година. Био је и један од оснивача и главних уредника Велике совјетске енциклопедије (активно је уређивао у периоду 1924−1942. године).